# Warcraft II: Tides of Darkness
Warcraft II: Tides of Darkness este continuarea jocului popular de strategie în timp real Warcraft: Orcs & Humans. A fost dezvoltat de Blizzard Entertainment și lansat în decembrie 1995. Jocul a fost lansat inițial pentru sistemul de operare MS-DOS, iar mai târziu pentru Mac OS și Windows.  Jocul principal, Warcraft II: Tides of Darkness, a avut parte de  comentarii entuziaste, a câștigat cele mai multe dintre cele mai importante premii pentru jocuri de PC din 1996 și a fost vândut în peste 2 milioane de exemplare.
În 1996 Blizzard a lansat o expansiune denumită Warcraft II: Beyond the Dark Portal  pentru DOS și Mac OS și o compilație Warcraft II: The Dark Saga pentru Sony PlayStation și Sega Saturn.  
Jucătorii trebuie să colecteze resurse și să producă clădiri și unități cu scopul de a învinge un adversar în luptă terestră, în aer și în unele hărți pe mare. Unitățile de luptă mai avansate sunt produse în aceleași clădiri ca unitățile de bază dar au nevoie și de ajutorul altor clădiri sau de activarea unei opțiuni. Cea mai mare parte a ecranului principal o reprezintă partea teritoriului pe care jucătorul în prezent joacă.  Cu ajutorul unei mini-hărți se poate selecta un altă loc pentru a apărea pe cea mai mare parte a ecranului principal. Ceața războiului ascunde complet tot teritoriul pe care jucătorul nu l-a explorat. Terenul este întotdeauna vizibil odată ce a fost dezvăluit, dar unitățile inamice rămân vizibile doar atât timp cât acestea se mențin în raza vizuală a unei unități proprii (sau aliate).
Jocul a fost primul RTS tipic care are acțiunea într-un decor medieval fantastic și, prin adăugarea unor opțiuni de multiplayer pentru un public mai larg, a făcut acest mod esențial pentru viitoarele titluri în genul RTS. Warcraft: Orcs & Humans au pus bazele stilului RTS al Blizzard. Deși jocul Blizzard de foarte mare succes StarCraft, lansat în 1998, are loc într-un alt univers, acesta este foarte similar cu Warcraft II ca mod de joc și de prezentare a poveștii. În 1996, Blizzard a anunțat Warcraft Adventures: Lord of the Clans, un joc de aventură în universul Warcraft, dar jocul a fost anulat  în 1998. Warcraft III: Reign of Chaos, lansat în 2002, a folosit părți ale unor personaje și povești folosite în Warcraft Adventures și a extins gameplay-ul folosit în Warcraft II.

## Mod de joc
Utilizatorul poate juca fie de partea orcilor, fie de partea oamenilor. Jocul are câte o campanie individuală pentru fiecare tip de personaj, precum și posibilitatea de a juca în rețea sau pe Internet, pe hărțile clasice sau pe unele adăugate de utilizatori.

## Poveste

### Al doilea război
Primul război a adus la căderea Azeroth-ului, în urma campaniei orcilor din Warcraft: Orcs & Humans. Supraviețuitorii din Azeroth au fugit pe mare spre regatul uman Lordaeron. Orcii au decis să cucerească Lordaeron, ceea ce a dus la al doilea război. Ambele părți au dobândit aliați și noi capabilități, inclusiv unități navale și aeriene, vrăji mai puternice.

## Dezvoltare
Dezvoltarea a început în februarie 1995, iar jocul a fost lansat în decembrie pentru MS-DOS și în august 1996 pentru Macintosh.

## Primire
Warcraft II: Tides of Darkness a avut parte de recenzii entuziasmante, iar Blizzard a fost comparată cu alte companii de top ca  Westwood Studios, id Software sau  LucasArts. Rivalitatea dintre Blizzard și seria de jocuri Westwood Studios Command & Conquer a dus la boom-ul jocurilor RTS de la sfârșitul anilor 1990.